# Abatoleon frontalis
Abatoleon frontalis är en insektsart som först beskrevs av Banks 1910.  Abatoleon frontalis ingår i släktet Abatoleon och familjen myrlejonsländor. Inga underarter finns listade i Catalogue of Life.